# Saw 3D – Vollendung
Saw 3D – Vollendung (auch Saw 3D, Saw VII und Saw: The Final Chapter) ist ein US-amerikanischer Horror-Splatterfilm des Regisseurs Kevin Greutert aus dem Jahr 2010 und der siebte Teil des Saw-Franchises. Das Drehbuch wurde erneut von Patrick Melton und Marcus Dunstan geschrieben. Die Dreharbeiten begannen im Februar 2010 und wurden Anfang April beendet. Der Film wurde als einziger der Reihe in 3D gedreht.
Der Film feierte seine Kinopremiere am 21. Oktober 2010 in Argentinien und Russland, am 29. Oktober kam er in die US-amerikanischen Kinos. In Deutschland erschien der 7. Saw-Teil am 25. November in den Kinos.

## Handlung
Der Anfang des Films schließt direkt an das Ende des ersten Teils an. Man sieht, wie sich Dr. Lawrence Gordon, gerade nachdem er sich den Fuß abgesägt hat, durch die Gänge des Gebäudes schleift und an einem heißen Dampfrohr unter großen Schmerzen seine Wunde verschließt, indem er sein Bein gegen dieses Rohr drückt.
Auf einem mit Menschen gefüllten Platz befindet sich eine gläserne Kammer, in welcher Brad, Ryan und Dina eingesperrt sind. Die beiden Männer führten je eine Beziehung mit Dina, wussten jedoch nichts voneinander. Brad und Ryan bekommen nun nach dem alten Saw-Muster ihren „Test“ mitgeteilt. Die beiden Männer müssen ein Gestell mit zwei Kreissägen, welches sich zwischen ihnen beiden befindet, von sich wegdrücken, um den anderen damit zu töten. Sollten beide noch leben, wird nach Ablauf von einer Minute Dina, die sich über den Männern befindet, von einer weiteren Kreissäge getötet. Nach einigem Hin und Her und Diskussionen zwischen den beiden entscheiden sie sich schließlich dafür, die gemeinsame Geliebte Dina dem Schicksal der dritten Kreissäge zu überlassen, welche ihren Körper nach Ablauf der Zeit in zwei Hälften teilt. Die Menschen vor der Kammer erleben die schockierende Szene mit.
Anschließend sieht man die Endszene von Saw VI, in der sich der Nachfolger Jigsaws, Detective Mark Hoffman, aus der umgekehrten Bärenfalle wider Erwarten befreien kann. Als John Kramers Ex-Frau Jill Tuck dies mitbekommt, flüchtet sie, so schnell sie kann, und versteckt sich schließlich in einer Ecke des Hauptquartiers von Hoffman. Dieser entdeckt sie bei der ganzen Aktion nicht, sondern vernäht seine Wunde, die er durch die umgekehrte Bärenfalle erlitten hat. Jill geht, nachdem sie aus der Lagerhalle hat flüchten können, auf direktem Wege zur Polizei und schildert dem Polizisten Matt Gibson, dass Detective Mark Hoffman, der Matt früher das Leben gerettet hatte, hinter den Jigsaw-Morden steckt. Im Gegenzug dafür bekommt sie Immunität und Polizeischutz.
Doch der neue Jigsaw hört nicht auf, Menschen in lebensgefährlichen Situationen zu „testen“, und widmet sich einer Gruppe von vier Rassisten: Dan, Evan, Kara und Jake. Evan sitzt in einem Auto, das in einer Garage steht, und ist an dem Fahrersitz festgeklebt. Kara, Evans Freundin, liegt unter dem Auto, direkt unter dem rechten Hinterreifen. Dan ist an einer Wand hinter dem Auto angekettet und es führen drei Ketten von seinen Armen und seinem Unterkiefer zum Auto. Jake ist vor dem Wagen am Garagentor festgemacht. Evans Aufgabe ist es nun, sich vom Sitz zu lösen und einen Hebel auf der Motorhaube des Autos zu betätigen. Um sich zu lösen, muss er jedoch seine Haut von seinem Rücken abreißen, indem er sich nach vorne drückt, da er am Sitz festgeklebt ist. Er schafft dies nicht innerhalb einer halben Minute, in der das Auto beschleunigt, aber noch nicht losfahren kann, da es hochgebockt worden ist, und verliert somit diesen Test. Durch das Herunterfallen des Autos landet es auf Kara, überfährt sie und zerstört dabei ihren Schädel; durch das Losfahren werden Dans Arme und sein Unterkiefer herausgerissen, welche am Auto befestigt waren, und er stirbt ebenfalls. Jake, welcher am Garagentor festgekettet ist, stirbt durch den Aufprall des Autos auf ihn und das Garagentor. Evan wird beim Zusammenstoß mit einem anderen Auto aus dem Wagen geschleudert, kracht hart in dessen Scheibe und kommt ebenfalls ums Leben.
Da Hoffman unbedingt Jill zu fassen bekommen will, um sich an ihr zu rächen, macht er der Polizei das Angebot, Jill herauszugeben und im Gegenzug das Spiel von Bobby Dagen zu stoppen, doch die Polizei geht darauf nicht ein.
Währenddessen wird Bobby Dagen, der Autor eines Buches über einen angeblich von ihm überlebten Jigsaw-Test, der aber nie stattgefunden hat, nach seinem Treffen seiner selbst gegründeten Selbsthilfegruppe für Jigsaw-Opfer von Hoffman gefangen genommen, und auch für ihn beginnt ein Spiel um Leben und Tod. Er wacht in einem zylindrischen Käfig auf und erkennt seine Frau Joyce auf den Monitoren. Ihm wird erklärt, dass er seine Frau innerhalb von einer Stunde erreichen muss, da sie sonst sterben werde. Sein erster Test beginnt nur wenige Sekunden später, als sich der Käfig aufrichtet und unter ihm Stacheln aus dem Boden ragen. Durch ein paar Schwingbewegungen schafft er es allerdings relativ schnell auf den sicheren Boden. Bei seinem zweiten Test ist seine Publizistin Nina auf einen Stuhl gefesselt und um sie herum befinden sich vier spitze Stahlstäbe, welche sich durch ihren Hals bohren können. Bobby muss nun mithilfe einer Schnur einen Schlüssel durch ihren Mund aus ihrem Körperinneren ziehen. Allerdings ist an der Schnur ebenfalls ein Angelhaken, der sich überall im Körper verhakt. Die Metallstäbe sind mit einem Gerät verbunden, das die Lautstärke misst. Bei zu lauten Geräuschen fahren sie weiter zusammen. Am Ende schafft Bobby es zwar, den Schlüssel komplett aus Nina herauszuziehen, scheitert jedoch daran, sie zu retten, weil sie zu laut geschrien hat und somit getötet wird. Beim dritten Test ist Suzanne, seine Anwältin, in einem Rad aus Metall gefesselt, das sich langsam nach vorne bewegt, sodass ihr Gesicht immer näher an drei Metallstäbe gelangt. Er muss sich vor dem Rad auf eine Erhöhung stellen und 30 Sekunden lang einen Barren hochstemmen, um sie zu retten. Um ihn jedoch hochzustemmen, muss er sich vier spitze Metallstäbe in seinen Bauchbereich stechen lassen, und so einen Stromkreis unterbrechen, also auch die Stärke eines elektrischen Schlags aushalten. Er rutscht dreimal ab, sodass das Rad sich vollständig zu den Stäben gedreht hat und diese sich in die Augen und in den Mund von Suzanne bohren. Im nächsten Test trifft er seinen engsten Freund Cale, welcher durch eine Apparatur auf dem Kopf nichts sehen kann. Bobby muss ihn durch einen Parcours leiten, der sich mehrere Meter über dem Boden befindet. Anschließend muss Cale mithilfe eines Schlüssels die Apparatur um seinen Kopf aufschließen, um überleben zu können. Da die Zeit wieder einmal auf eine Minute begrenzt und somit sehr knapp ist, wirft Bobby ihm den Schlüssel zu. Cale kann ihn jedoch nicht fangen und wird von einer an der Apparatur befestigten Kette nach oben gezogen und erhängt. Im vorletzten Test muss Bobby sich, mithilfe einer Extraktionszange, zwei seiner oberen Backenzähne entfernen. In diese wurden Zahlen eingeätzt, mithilfe derer er das Schloss der Tür zum letzten Test öffnen kann. Er schafft es und gelangt zum letzten Test, wo er wieder auf seine Frau Joyce trifft, die die ganze Zeit angekettet auf einer Plattform verbracht hat. Um sie herum ist ein elektrischer Zaun gespannt. Nun muss er sich zwei Haken durch seine angeblich durch eine Jigsaw-Falle entstandenen Narben am Brustkorb stechen und sich an einer Kette selbst hochziehen, um zwei Kontakte zu verbinden, die die elektrische Spannung unterbrechen sollen. Doch kurz bevor er die Kontakte schließen kann, reißen seine Brustmuskeln und er fällt herunter. Nach Ablauf der Zeit schließen sich um Joyce Metallwände, wobei man erkennt, dass es sich um einen Verbrennungsofen handelt, Joyce verbrennt qualvoll, wobei der schwerverletzte Bobby chancenlos zusehen muss.
Zur gleichen Zeit explodiert eine Bombe, welche von Hoffman vor dem Tatort der Gruppenfalle in der Garage gezündet worden ist. Als alle Ermittler nach draußen gehen, um nachzuschauen, legt er den toten Dan aus dem bereits verschlossenen Leichensack in einen Raum hinter einer Geheimtür und legt sich selbst anstelle der Leiche in den Leichensack. Als die Polizei am „Spielort“ von Bobby auftaucht, fährt Matt wieder zum Tatort des Garagenmords. Hier entdeckt er den Geheimgang, in welchem er nun Hoffman vermutet. Doch statt Hoffman findet er die Leiche von Dan und eine Selbstschussanlage vor, die ihn und zwei weitere Polizisten tötet.
Hoffman wird nun mithilfe des Leichenwagens in das Polizeirevier gebracht, welches auch als Obduktionsanlage genutzt wird. Er springt beim Öffnen aus dem Leichensack und tötet den Arzt sowie weitere Polizisten, bis er schließlich vor Jill Tuck steht. Als er diese jedoch packt, sticht sie ihm eine Nagelfeile in den Hals und rennt davon. Da die Türen verschlossen sind, versteckt sie sich in einem Raum, in welchem sie allerdings von Hoffman kurze Zeit später gefunden wird. Dieser schlägt sie zusammen, fesselt sie auf einen Stuhl und setzt ihr die bereits bekannte umgekehrte Bärenfalle auf. Jill kann sich nicht befreien und stirbt.
Hoffman geht nun zurück zu einem Hangar, welcher als Lager für seine Utensilien diente, und setzt ihn in Brand, sodass er nach kurzer Zeit explodiert. Kurz danach wird er von drei Personen mit Schweinemasken (bekannt aus früheren Saw-Filmen) vor dem Hangar überfallen. Eine davon entpuppt sich als Dr. Lawrence Gordon. Durch Rückblenden wird verdeutlicht, dass Jill ihm ein Video von John Kramer hat zukommen lassen und dass, falls Jill etwas passieren sollte, er mit Hoffman in Kramers Sinne verfahren soll. Man erfährt nun auch, dass Dr. Gordon nach seiner Flucht von Jigsaw verarztet wurde und diesem bei allen medizinischen Problemen half, wie dem Einsetzen des Schlüssels hinter Michaels Auge in Saw II, dem Zunähen der Augen von Trevor und des Mundes von Art Blank aus dem vierten Saw und dem Besorgen der Medikamente für John, als dieser von Lynn im dritten Teil medizinisch versorgt wurde.
Dr. Gordon bringt ihn in das Badezimmer aus dem ersten Film, wirft die Säge, mit deren Hilfe er sich selbst im ersten Teil seinen Fuß abgesägt hatte, aus dem Raum und lässt Hoffman mit den Worten „Game over“ zum Sterben alleine zurück.

## Synchronisation
Wie auch bereits bei den sechs Vorgängern wurde Saw 3D von Cinephon unter der Dialogregie und dem Dialogbuch von Bernd Rumpf synchronisiert.
| Rolle               | Darsteller           | Synchronisation   |
| ------------------- | -------------------- | ----------------- |
| John Kramer/Jigsaw  | Tobin Bell           | Bodo Wolf         |
| Mark Hoffman        | Costas Mandylor      | Thomas Nero Wolff |
| Dr. Lawrence Gordon | Cary Elwes           | Viktor Neumann    |
| Jill Tuck           | Betsy Russell        | Isabella Grothe   |
| Bobby Dagen         | Sean Patrick Flanery | Axel Malzacher    |
| Joyce Dagen         | Gina Holden          | Natascha Geisler  |
| Matt Gibson         | Chad Donella         | Michael Deffert   |
| Kara                | Gabby West           | Claudia Gáldy     |
| Evan                | Chester Bennington   | Alexander Doering |
| Brad                | Sebastian Pigott     | Ozan Ünal         |
| Det. Rogers         | Laurence Anthony     | Martin Kautz      |
| Dan                 | Dru Viergever        | Romanus Fuhrmann  |
| Suzanne             | Rebecca Marshall     | Debora Weigert    |
| Simone              | Tanedra Howard       | Tanya Kahana      |
| Sydney              | Olunike Adeliyi      | Victoria Sturm    |
| Cale                | Dean Armstrong       | Robin Kahnmeyer   |
| Dina                | Anne Lee Greene      | Julia Kaufmann    |
| Nina                | Naomi Snieckus       | Diana Borgwardt   |
| Amanda Young        | Shawnee Smith        | Gundi Eberhard    |

## Kritiken
„Auch wenn sich der Endtwist früh ankündigt und die rotierenden Sägen und perfiden Kiefersperren bereits aus früheren Teilen bekannt sind – die Idee, eine der Torturen in einem Schaufenster stattfinden zu lassen, schraubt den Puls ebenso in die Höhe wie die Überlebenskämpfe von Bobby & Co. Was man von den überflüssigen 3D-Effekten nicht gerade behaupten kann. Fazit: Sicherlich kein Meilenstein der Reihe, dafür punktet Teil 7 mit einigen Überraschungen.“

„Blutgetränktes Splatterinferno für die Hardcore-Fans der Reihe.“

„Saw 7 schafft das Unglaubliche und bricht erneut mit den eigenen, selbst aufgestellten Regeln.“

„Saw 7 ist ein Popcorn-Splatter-Thriller nach bewährten Mustern ohne wirklichen Tiefgang. Solide, aber leider nur für Kids. Das machen 3D-Technik, Pop-Farben und Linkin Park Sänger Chester Bennington als todgeweihter Rassist unmissverständlich klar. Und schon alleine deshalb ist es zu befürchten, dass es noch ein paar Vollendungen geben wird. Ob das funktioniert? Freddy, Jason oder Michael haben es bereits mehrmals vorgemacht! Es bleibt aber die Erkenntnis, dass es nur einen echten Saw gibt. Dass das keine nostalgische Haltung eines übersättigten Filmfans ist, sondern auch in den Köpfen der Macher selbst eine Rolle spielt, ist in jeder Sekunde des hoffentlich letzten Teils spürbar. So wird mit aller Gewalt versucht, den Film auf seine Ursprünge zu beziehen. Da tauchen plötzlich alte Bekannte auf, die man schon fast vergessen hatte. So humpelt der beinahe schon Tot geglaubte Doctor Gordon ohne Fuß durch die Gegend. Auch andere Überlebende sind mit von der Partie und helfen sich gegenseitig in einer Jigsaw-Selbsthilfegruppe. Das wiederkehrende Motiv des ersten Teils beschert uns schlussendlich doch noch ein paar Höhepunkte. So bekommt John Kramer diverse Kurzauftritte, die er in gewohnt souveräner Manier spielt. Damit erhebt sich Saw selbst zum Mythos … und bringt die neuen Saw-Kids praktischer Weise auch gleich dazu, sich der anderen Teile auch noch anzunehmen. Die Geldmaschine läuft also noch immer … Glück für die Macher, dass Jigsaw seine eigene Reihe nicht bestrafen kann!“

„Licht und Schatten liegen bei der technischen Umsetzung von Saw 7 dicht beieinander. Nachdem sich die Folter-Apparaturen in den vorherigen Teilen doch immer mehr anglichen, erscheinen sie nun wieder in neuem Glanz. Es ist eben doch noch einmal etwas ganz anderes, wenn einem die Gedärme beim Durchsägen eines Frauenleibes entgegenfliegen und nicht einfach nur auf den Boden klatschen. Allerdings leidet darunter der für das Franchise typische dreckige Look: Die Bilder von Saw 7 wirken insgesamt viel sauberer und klarer als die der Vorgänger, was aber auch auf Kosten der Atmosphäre geht. Außerdem ist der Einsatz von Computeranimationen, von denen es hier mehr gibt als in allen anderen Teilen, in 3D deutlich leichter auszumachen. Da erscheint das in Fontänen aus den Körpern herausspritzende Blut auch schon mal merkwürdig rosa, was nicht gerade zum Schrecken der jeweiligen Szene beiträgt. Fazit: Zum Abschluss geht Saw noch einmal neue Wege, und das nicht nur wegen der Umsetzung in 3D. Trotzdem täten die Macher gut daran, ihre Ankündigung wahr zu machen und sich nicht von dem guten Einspielergebnis des siebten Teils zu weiteren Schandtaten hinreißen zu lassen.“

„Sofern man sich weder tolle 3-D Effekte, noch ein abschließendes Ende für die Reihe erwartet, ist Saw 7 ein wieder einmal gelungener Teil mit vielen spannenden Fallen. Manche Überraschungen mögen langjährige Fans zwar nicht mehr aus den Socken hauen, sind aber gut in Szene gesetzt.“

## Produktion

### Entwicklung
Das Variety-Magazin berichtete im Juli 2009, dass Lionsgate grünes Licht für den Film gegeben habe und dass David Hackl als Regisseur zurückkehre. Ebenso sollten die Produzenten Mark Burg und Oren Koules sowie die Autoren Melton und Dunstan zurückkehren.
Die Vorproduktion begann am 14. September 2009, worauf im folgenden Monat angekündigt wurde, dass Saw VII in 3D gefilmt würde.
Ursprünglich sollten zwei Filme auf Saw VI folgen, aber Patrick Melton gab in einem Podcast im Dezember 2009 an, dass Saw 3D der letzte Teil der Reihe sein werde und mehrere bisher unbeantwortete Fragen beantworten werde, so zum Beispiel das Schicksal von Saw-Protagonist Lawrence Gordon und anderen Überlebenden aus den vorherigen Filmen, während die Reihe zu ihrem finalen Ende gebracht werde. Dies ist unter anderem zurückzuführen auf die geringen und enttäuschenden „box office“-Zahlen von Saw VI. Das Budget sämtlicher Vorgänger von Saw 3D überstieg nie 11 Millionen US-Dollar, aber durch das Filmen in 3D, so Kevin Greutert, sei Saw 3D der „most expensive Saw film to date“ („teuerster Saw-Film bisher“) mit Kosten von ungefähr 17 Millionen US-Dollar.
Kevin Greutert wollte gerade mit der Arbeit an der Fortsetzung des Films Paranormal Activity beginnen, von dem geplant war, ihn am gleichen Tag wie Saw 3D herauszubringen, als Lionsgate plötzlich Hackl durch Greutert als Regisseur ersetzte, was aufgrund einer bestimmten Klausel in seinem Vertrag möglich war. Als Greutert am Set ankam, schrieb er das Drehbuch um. Melton erklärte, „He has a lot of ideas, but it’s a bit hard and extreme to implement all of these ideas because sets have been built, people have been cast, props have been bought or created, and with the Saw films they are so specific in set design because of the traps. It becomes very problematic and difficult to change things a whole bunch right in the middle of it“. („Er hat viele Ideen, allerdings ist es etwas schwierig sie alle umzusetzen, da Sets gebaut, Leute gecastet, Requisiten gebaut oder gekauft wurden und das Szenenbild in den Saw-Filmen wegen der Fallen so speziell ist. Es ist sehr problematisch und schwierig, haufenweise Dinge mittendrin abzuändern.“)
Im Februar 2012 wurde der Film durch das Amtsgericht Tiergarten in Berlin wegen Gewaltdarstellung (nach § 131 StGB) bundesweit beschlagnahmt, obwohl die SPIO/JK sogar ihre niedrigere Freigabe keine schwere Jugendgefährdung vergab. Im Januar 2013 ging der Rechteinhaber StudioCanal gegen das Urteil vor und konnte die Beschlagnahme wieder aufheben.

### Finanzieller Erfolg
Bei Produktionskosten von ca. 17 Millionen US-Dollar spielte der Film weltweit über 136 Millionen US-Dollar ein. Allein in den Vereinigten Staaten spielte Saw 3D rund 46 Millionen US-Dollar ein. In Deutschland waren es ca. 11 Millionen US-Dollar.

### Casting
Das Casting begann mitten im Dezember 2009. Während Tobin Bell anfänglich nur für sechs Filme unterschrieben hatte, hat er in mehreren Interviews und News-Artikeln über den Film unabsichtlich seine Rückkehr als Jigsaw bestätigt. Als Betsy Russell, die Tobin Bells Ehefrau spielt, in einem Interview gefragt wurde, ob Bell seine Rolle wieder aufnehmen würde, bestätigte sie, dass er „definitiv in Saw VII 3D“ dabei sein werde. Costas Mandylor war der erste Schauspieler, der bestätigte, dass er seine Rolle wieder aufnehmen würde. Russell wurde von Movieweb.com an ihrem ersten Tag am Set interviewt. Sie sagte, dass „Sie viel von Jill in diesem Film sehen werden … Ich sage, das werden Sie, was großartig für mich ist.“
Am 22. Februar 2010 wurde Cary Elwes auf der offiziellen „Toronto Film & Television“-Liste für Saw 3D gelistet, aber am 8. März wurde sein Name mit mehreren anderen von der Liste entfernt. Seit einiger Zeit wurde sein Auftreten als Dr. Lawrence Gordon, aus dem ersten Saw-Film, nun auch offiziell auf der Saw-News Seite angekündigt. Am 3. März 2010 wurde bestätigt, dass Chad Donella im Film auftreten wird. Obwohl er neu in der Filmserie ist, wurde gesagt, dass „Sie sicherlich Chad in Saw 3D nicht vergessen werden“. Gabby West, die Gewinnerin der zweiten Staffel von Scream Queens, einer Realityshow, bekam wie die Gewinnerin der ersten Staffel in Saw VI, eine Rolle in Saw 3D. Von Marcus Dunstan wurde im Audiokommentar zum Director’s Cut von Saw VI bestätigt, dass Tanedra Howard als Simone zurückkehren wird.
Chester Bennington von der Band Linkin Park spielt Evan im Film und steuerte zudem den Titel Condemned zum Saw-3D-Soundtrack bei.

### Dreharbeiten
Die Dreharbeiten begannen in Toronto am 8. Februar 2010, beendet wurden sie am Montag, den 12. April 2010 morgens nach nächtlichen Dreharbeiten, die vorwiegend draußen stattfanden. Das Drehen der „Fallen“-Szenen begann am 8. März. Er wird komplett in 3D gedreht, anstatt traditionell zu filmen und dann das Material umzuwandeln. Die Sets wurden so umgestaltet, um sie mit 3D-Kameras filmen zu können.
Bevor man sich für 3D entschied, sahen sich Produzent Burg und andere eine Minute des ersten Saw-Films an, die dafür in 3D umgewandelt wurde und waren begeistert, was sie letztendlich dazu brachte, sich für Saw VII für 3D zu entscheiden.
Während man sich für einen Stil, 3D-Aufnahmen zu machen, entschied, fühlte Burg, dass sich das Publikum mehrere Momente wünschen würde, in denen sich Objekte in das Publikum bewegen. Er bezog sich damit auf My Bloody Valentine 3D. Er gab zu, dass diese Methode benutzt werden wird, zeigte aber außerdem Interesse daran, Szenen aus der Perspektive der Opfer zu drehen. Dunstan ergänzte, dass es viele Kriterien gibt und es viel Disziplin erfordert, diese Momente zu kreieren. „Wir hatten eine sehr flache Oberfläche, um zu versuchen, eine Reaktion aus euch herauszuholen. Jetzt werden wir den Zuschauer hinausdrängen und umhüllen, aber gleichzeitig die Muster und Schemen, die funktionierten und erfolgreich waren, behalten.“ Tobin Bell sagte, als er das Filmen in 3D kommentierte, dass es seine Durchführung oder Methoden der Schauspielerei nicht beeinträchtigen wird, es wird eine „interessante Erfahrung“ werden. Bell äußerte, dass ihn seine Qualität, zu schauspielern, mehr angehe als die Spezialeffekte. Er wird Ratschläge und Instruktionen der 3D-Techniker annehmen, um den Vorteil des Casts beim Drehen auszunutzen.

## Fortsetzung
Am 11. November 2010 kündigte Kevin Greutert an, dass es keinen achten Teil der Saw-Filmreihe geben wird, sondern eher an ein Reboot der Reihe gedacht wird. So Greutert wörtlich: „Ich habe zwar keinerlei Kontrolle über solche Angelegenheiten, kann aber durchaus behaupten, dass dies der letzte SAW war. Es gibt wirklich keinen anderen Weg mehr, den man jetzt noch einschlagen könnte, abgesehen von einem Reboot, das meiner Meinung nach in einigen Jahren kommen könnte. Für den Moment sieht die Vereinbarung zwischen Produzenten und Studio allerdings so aus: Wir sollten es jetzt im Guten beenden.“
Am 9. Februar 2016 wurde bekannt, dass ein weiterer Teil der Reihe unter dem Titel Saw: Legacy in der Planung ist. James Wan und Leigh Whannell sollen dabei als ausführende Produzenten fungieren, das Drehbuch wird von Josh Stolberg und Pete Goldfinger geschrieben, die bereits das Drehbuch zu Piranha 3D verfassten. Im Juni 2017 wurde die Titeländerung von Saw: Legacy zu Jigsaw offiziell bekannt gegeben. Jigsaw erschien am 26. Oktober 2017 in den deutschen Kinos.